# Lysionotus sulphureoides
Lysionotus sulphureoides är en tvåhjärtbladig växtart som beskrevs av Hsi Wen Li och Y.X. Lu. Lysionotus sulphureoides ingår i släktet Lysionotus och familjen Gesneriaceae. Inga underarter finns listade i Catalogue of Life.